# Kepler-107 b
Kepler-107 b est une exoplanète de type Super-Terre orbitant autour de l'étoile Kepler-107, elle a été découverte en 2014.
Le rayon de la planète est à peu près la même que celle de Kepler-107 c mais la masse est 3 fois moins importante que celle de cette planète.